# The Mad Scene
The Mad Scene è un gruppo musicale neozelandese fondato da Hamish Kilgour.

## Storia del gruppo
Il batterista dei The Clean, Hamish Kilgour, insieme alla moglie Lisa Siegel e a Danny Manetto formarono nel 1990 ad Auckland, in Nuova Zelanda, una prima incarnazione del gruppo, chiamandola Monsterland. Il gruppo sostenne dei concerti con i The Clean nel loro ultimo tour in Nuova Zelanda con i tre membri che si alternavano ai diversi strumenti. Con questa formazione, nel settembre 1990 ad Auckland e a New York nell'aprile 1991, dove si erano trasferiti nel frattempo Hamish e Lisa Siegel, vennero registrati alcuni brani ma, quando si scoprì che c'era un altro gruppo omonimo, cambiarono il nome in The Mad Scene; con questa nuova denominazione pubblicarono con l'etichetta americana Homestead Records il loro extended play di debutto, Falling Over, Spilling Over nel 1992, contenente tre canzoni che poi verranno riproposte all'interno del primo LP. Hamish e Lisa tornarono in Nuova Zelanda nel 1993 dove completarono il missaggio dell'album con Danny Manetto che venne pubblicato l'anno successivo, in Nuova Zelanda dalla Flying Nun Records, A Trip Thru Monsterland. Dopo alcuni cambi di formazione, il gruppo ricomparve nel 1995 con un altro extended play, The Greatest Time!, con tre canzoni, che fu presto seguito dal secondo LP, Sealight. Seguì nel 1996 l'EP Chinese Honey con sette canzoni.

## Discografia
Long playing
- 1993 - A Trip Thru Monsterland
- 1995 - Sealight
- 2012 - Blip

Extended play
- 1992 - Falling Over: Spilling Over
- 1995 - The Greatest Time!
- 1996 - Chinese Honey
- 1998 - Shamu Killer Whale!

## Membri
- Brian Turner
- Hamish Kilgour
- Lisa Siegel: chitarra e voce
- Robert Vickers